# 145-я стрелковая дивизия (1-го формирования)
145-я стрелковая дивизия — воинское соединение Вооружённых Сил СССР в Великой Отечественной войне

## История
Сформирована в сентябре 1939 года в Белорусском особом военном округе в городе Рославль Смоленской области на базе 191-го стрелкового полка 64-й стрелковой дивизии. Участвовала в Польской кампании.
Летом 1940 года переброшена в Орловский военный округ в город Белгород Курской области на место убывшей 185-й стрелковой дивизии.
Дислоцировалась в Белгороде (штаб дивизии, 403-й стрелковый полк), вероятно Шебекино (123-й отдельный разведывательный батальон), в Судже (599-й стрелковый полк) и Рыльске (729-й стрелковый и 516-й гаубичный артиллерийский полки). Входила в состав 33-го стрелкового  корпуса.
В начале лета 1941 года  находилась в летних лагерях. С 1 июня, в рамках"больших учебных сборов", получила 6000 человек пополнения.
После объявления войны произвела отмобилизовывание.
Первоначально, дивизии, согласно Директиве Ставки ГК от 25.06.1941 года, местом выгрузки была определена станция Городня Черниговской области.
27 июня командующему Орловским военным округом поступила Директива Генштаба. Согласно ей дивизия начала погрузку в воинские эшелоны №№ 8734—8767 для следования через Курск и Ворожбу в Брянск. Темп погрузки — 12 эшелонов в сутки.
Разгрузилась в Брянске в начале июля 1941 года.
К 10.07.1941 года прибыла в район Жуковки (50 км северо-западнее Брянска) и приступила к созданию 40-километровой полосы обороны.
С 18.07.1941 года дивизия предприняла марш-бросок по шоссе Рославль—Починок с задачей: оседлав железную дорогу и шоссе, перейти к жёсткой обороне у деревни Васьково, не допустить прорыва противника в направлении города Рославль, находящегося в полосе главного стратегического направления. Сосредоточившись на рубеже Стодолище дивизия в составе ударной группы генерала Качалова, действуя совместно со 149-й стрелковой дивизией и 104-й танковой дивизией, в ночь с 23 на 24 07.1941 года, разведывательным батальоном и отдельным отрядом выдвинулись вперёд с задачей овладеть Малыми Хисловичами. Вплоть до 29.07.1941 года вела тяжёлые наступательные бои
01.08.1941 года вражеские войск перешли в наступление, и дивизия к 03.08.1941 года оказалась в окружении. Предприняв 04.08.1941 года неудачную попытку прорыва через Старинку, 05.08.1941 года почти уничтоженная дивизия начала выход по другому маршруту через реку Остёр у шоссе Москва — Варшава. К 10.08.1941 года остатки дивизии вышли из окружения. Личный состав дивизии был влит в 149-ю стрелковую дивизию, а сама дивизия расформирована.

## Подчинение
| На дату    | Фронт (округ)           | Армия      | Корпус                 |
| ---------- | ----------------------- | ---------- | ---------------------- |
| 22.06.1941 | Орловский военный округ | -          | 33-й стрелковый корпус |
| 01.07.1941 | Резерв Ставки ГК        | 28-я армия | 33-й стрелковый корпус |
| 10.07.1941 | Резерв Ставки ГК        | 28-я армия | 33-й стрелковый корпус |
| 01.08.1941 | Западный фронт          | 28-я армия | -                      |

## Состав
- 403-й стрелковый полк ( командир - п-к Емельянов Матвей Константинович)
- 599-й стрелковый полк
- 729-й стрелковый полк
- 277-й лёгкий артиллерийский полк
- 516-й гаубичный артиллерийский полк
- 255-й отдельный истребительно-противотанковый дивизион
- 327-й отдельный зенитный артиллерийский дивизион
- 123-й отдельный разведывательный батальон
- 213-й сапёрный батальон
- 255-й отдельный батальон связи
- 129-й медико-санитарный батальон
- 151-я отдельная рота химической защиты
- 300-я автотранспортная рота
- 109-я полевая хлебопекарня
- 165-й корпусной ветеринарный лазарет
- 257-я полевая почтовая станция
- 273-я полевая касса Госбанка

## Командиры
- Вольхин, Александр Алексеевич (19.08.1939 — 28.08.1941) комбриг, с 04.06.1940 генерал-майор.
- Баулин, Кирилл Яковлевич (август 1941 года) — врид командира дивизии, ранен и попал в плен 6 августа 1941 года под Рославлем.
- Антипин полковник, в августе 1941
- Захаров генерал-майор с Августа, после Антипина который стал Начштаба, сменив майора Вашкевич